# ونو (میکرونزی)
ونو (با نام پیشین مُئِن) یک آبخوست و منطقه شهرداری در ایالت چوک، و بزرگترین شهر ایالات فدرال میکرونزی است.

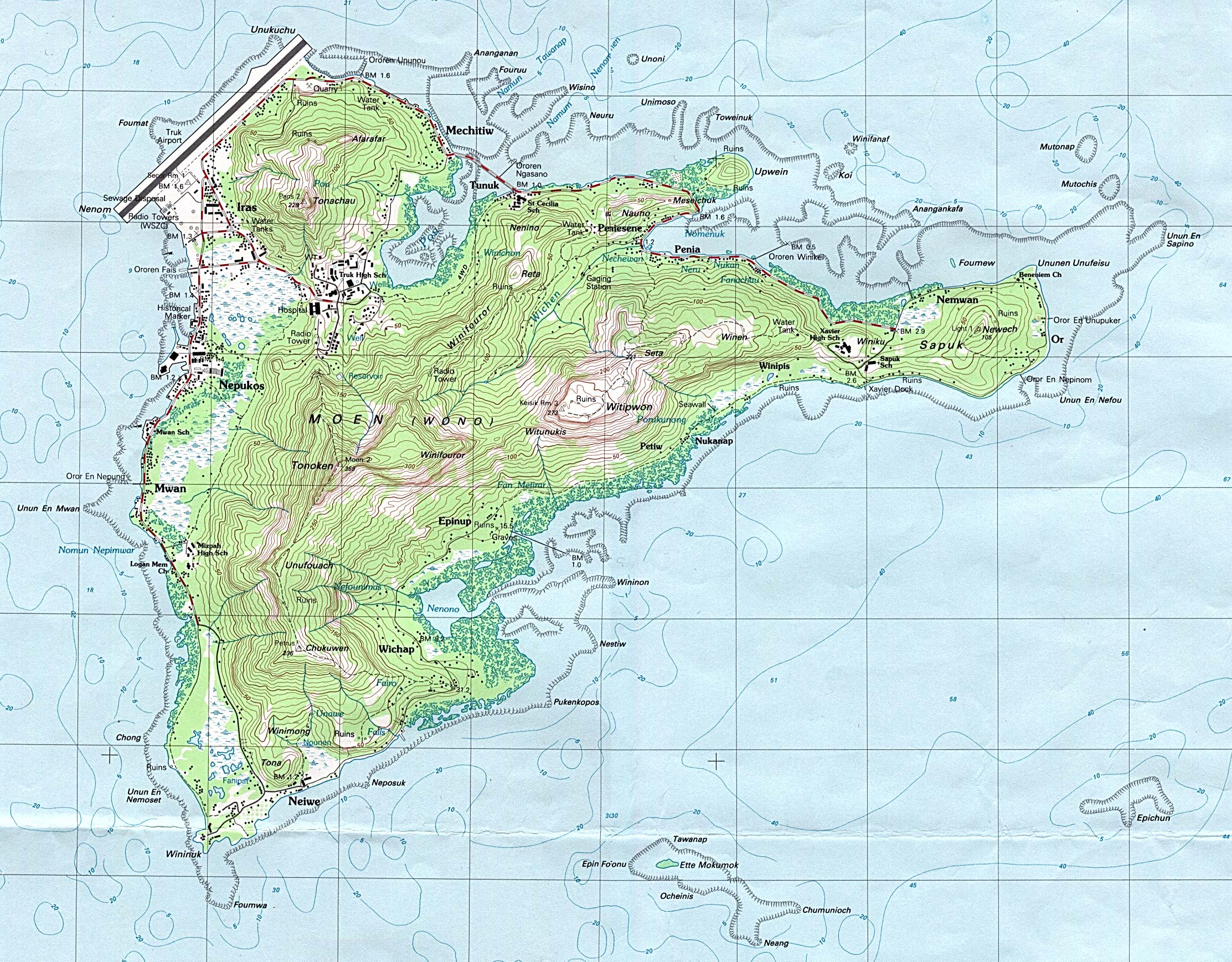
نقشه آب‌سنگ حلقوی ونو

## جغرافیا
این شهر در تالاب چوک قرار دارد و دهکده‌های آن (ساپوک، پنیا، پنیسله، تونوک، مچیتیو، ایراس، نپوکوس، موآن، نیوئو، ویچاپ، و آبینوپ) در بخش شمال باختری آبخوست، مراکز اصلی بازرگانی هستند. ونو همچنین، پایتخت ایالت چوک و با ۱۳،۸۶۵ نفر جمعیت در سال ۲۰۱۰، دومین شهر پر جمعیت ایالات فدرال میکرونزی است.
بلندترین بخش آن، کوه تروکن با ۳۶۴ متر (۱٬۱۹۴ فوت) بلندا است.

## رفت‌وآمد
فرودگاه بین‌المللی چوک، تنها فرودگاه ایالت چوک است که در ونو قرار دارد.

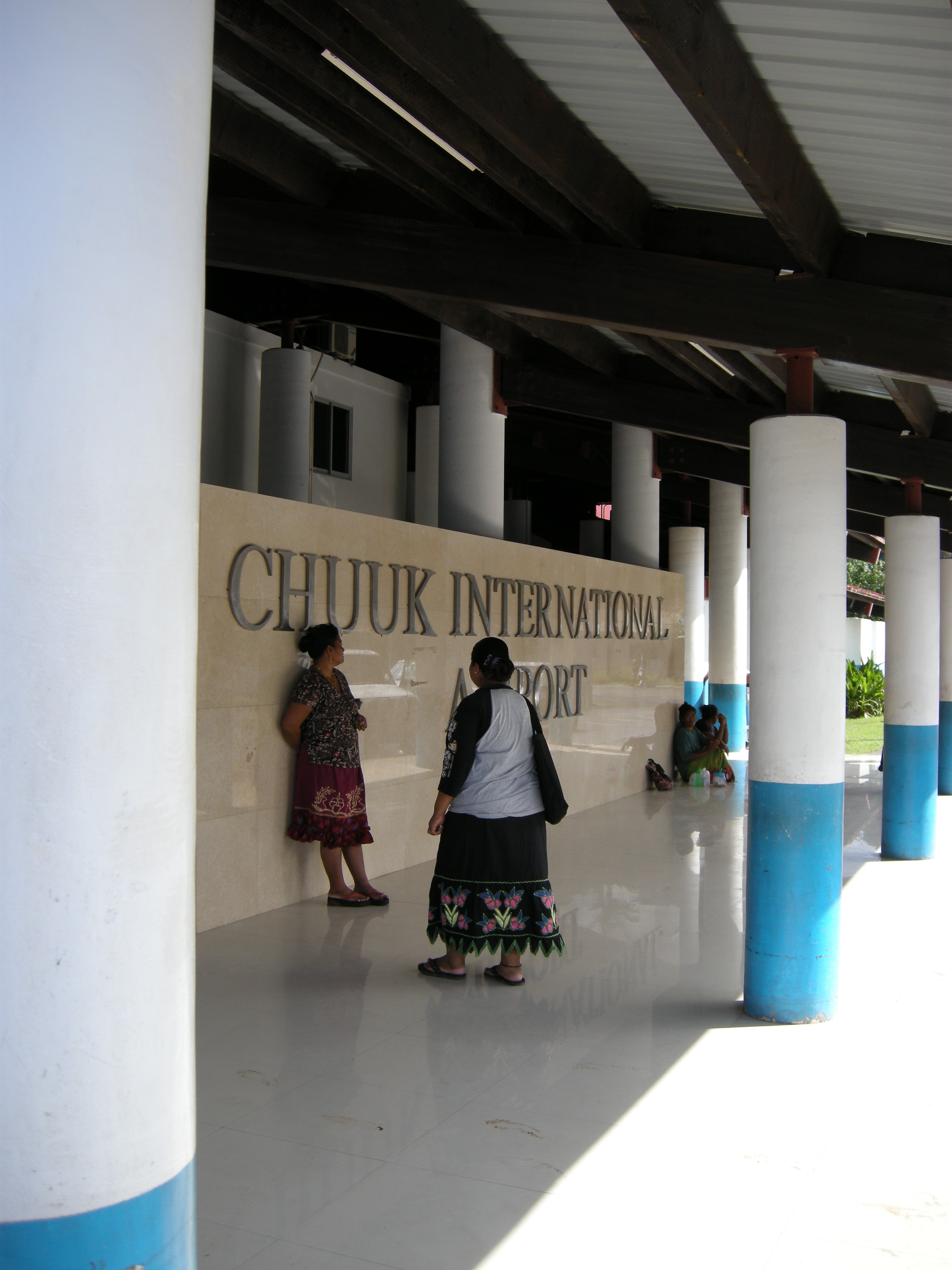
فرودگاه بین‌المللی چوک، تنها فرودگاه ایالت چوک

## آموزش و پرورش

### دانشگاه
- دانشکده ایالات فدرال میکرونزی

### مدرسه‌های دولتی
مدرسه‌های دولتی که توسط وزارت آموزش و پرورش چوک اداره می‌شوند:
- دبیرستان چوک، نپوکُس (نانتاکو)

### مدرسه‌های خصوصی
- دبیرستان خاویر، ساپوک
- فرهنگستان سارامن چوک، نپوکس
- مدرسه ادونتیست روز هفتم، نیوئو
- دبیرستان پنتکوس

## آب و هوا
| داده‌های اقلیم ونو       | داده‌های اقلیم ونو | داده‌های اقلیم ونو | داده‌های اقلیم ونو | داده‌های اقلیم ونو | داده‌های اقلیم ونو | داده‌های اقلیم ونو | داده‌های اقلیم ونو | داده‌های اقلیم ونو | داده‌های اقلیم ونو | داده‌های اقلیم ونو | داده‌های اقلیم ونو | داده‌های اقلیم ونو | داده‌های اقلیم ونو |
| ماه                     | ژانویه            | فوریه             | مارس              | آوریل             | مه                | ژوئن              | ژوئیه             | اوت               | سپتامبر           | اکتبر             | نوامبر            | دسامبر            | سال               |
| ----------------------- | ----------------- | ----------------- | ----------------- | ----------------- | ----------------- | ----------------- | ----------------- | ----------------- | ----------------- | ----------------- | ----------------- | ----------------- | ----------------- |
| میانگین بیش‌ترین °C (°F) | ۳۱ (۸۷)           | ۳۰ (۸۶٫۴)         | ۳۰ (۸۶٫۷)         | ۳۱ (۸۷٫۱)         | ۳۱ (۸۷٫۶)         | ۳۱ (۸۷٫۲)         | ۳۱ (۸۷٫۷)         | ۳۱ (۸۷٫۴)         | ۳۱ (۸۷٫۸)         | ۳۱ (۸۸٫۳)         | ۳۱ (۸۸٫۳)         | ۳۱ (۸۷٫۷)         | ۳۱ (۸۷٫۴)         |
| میانگین کم‌ترین °C (°F)  | ۲۴ (۷۵٫۹)         | ۲۵ (۷۶٫۲)         | ۲۵ (۷۶٫۴)         | ۲۵ (۷۶٫۴)         | ۲۴ (۷۶٫۱)         | ۲۴ (۷۶)           | ۲۴ (۷۵)           | ۲۴ (۷۴٫۳)         | ۲۴ (۷۴٫۷)         | ۲۴ (۷۴٫۵)         | ۲۴ (۷۵٫۸)         | ۲۴ (۷۵٫۳)         | ۲۴ (۷۵٫۶)         |
| بارندگی میلی‌متر (اینچ)  | ۲۵۰ (۹٫۷)         | ۲۱۰ (۸٫۱)         | ۲۳۰ (۹٫۲)         | ۳۲۰ (۱۲٫۵)        | ۳۱۰ (۱۲٫۳)        | ۳۳۰ (۱۲٫۹)        | ۳۴۰ (۱۳٫۲)        | ۳۶۰ (۱۴٫۱)        | ۳۶۰ (۱۴٫۳)        | ۲۸۰ (۱۱)          | ۲۹۰ (۱۱٫۴)        | ۲۷۰ (۱۰٫۸)        | ۳٬۵۵۰ (۱۳۹٫۶)     |
| منبع: Weatherbase       |                   |                   |                   |                   |                   |                   |                   |                   |                   |                   |                   |                   |                   |